# Tanna (zsidó bölcs)
A tannaiták vagy tannák (arám nyelven תנאים) ókori zsidó írásmagyarázók voltak, a Talmud bölcsei, akik a második Szentély korában, vagy az után 100-150 évvel éltek. A tannaiták korszaka igazságos Simon korszakától kezdődik – i. e. 4. század vége –, és Rabbi Jehuda Ha-Naszi tanítványainak a koráig tartott – az i. sz. 3. század kezdetéig. Más források szerint a tannaiták korszaka a mai időszámítás utáni 10 és 220 év közt, tehát összesen 210 évig tartott, és hat generációt tett ki. A későbbi zsidó hittudósokat amóráknak nevezték.

## A szó eredete
A tanna arám eredetű szó, amely tanítót, hagyományozót jelent, olyan valakit, aki „mások emlékezetébe vés”. A mózesi törvények az idők folyamán magyarázatra szorultak, s a megváltozott körülményekhez is igazítani kellett. Az írástudók ennek érdekében tett megjegyzéseit a rabbinista iskolákban nemzedékről-nemzedékre élő szóban adták tovább. A farizeusok ugyanis vonakodtak attól, hogy írásban is rögzítsék atyai hagyományaikat. Néhányan emlékezetük segítésére tekercseket használtak, amikre néhány fontos vallástörvény volt feljegyezve, amit a tudósok meg akartak menteni a feledéstől – főleg az üldözések idején – például Rabbi Akiba vagy Rabbi Méir. Tehát rabbiról rabbira szállt a hagyomány. A törvény jelentésére nagyon ügyeltek, ha vélemény különbség volt, akkor megvitatták és a többség döntött.

## A hagyományok írásba foglalása
A hagyományok továbbadásában nehézséget okozott, hogy az egyes tradíciók különböztek egymástól, aszerint, hogy melyik nagy tanítótól származtak. Rabbi Akiba már a Bar Kohba-felkelés idején igyekezett tanítványaival együtt a hagyomány főágainak megállapítására. Később Jehuda-ha-Nászi, aki a zsidóknak Róma által elismert hivatalos képviselője, továbbá a Szanhedrinnek mint legfelső bíróságnak és mint rabbi-akadémiának az elnöke volt i. sz. 200 körül elkészíttette a szájhagyomány hivatalos, egységes szövegét. Ez lett a misna, mely az írott tórához hasonló tekintélyre emelkedett. A misna és az ún. Gemára (kiegészítés) együtt alkotja a Talmudot.

## Tannaiták, amorák és a régebbi öregek
Akiknek nevei a Misnában előfordulnak, azokat hívja a Gemára tannaim-nak, míg a későbbi tekintélyeket, tehát azokat, akik a Misna és a baraiták megszövegezése után éltek amórák-nak (Amoraim) nevezi. Azonban nem minden törvénymagyarázót, aki a Misnában előfordul, neveznek tannaitának, hanem csupán azokat, akik a Hillel és Sammáj iskolájából kikerült nemzedékhez tartoztak és I. Juda ha-Nászi korában éltek. Azokat, akik ezek előtt éltek, a Gemára „Zekénim ha-Risónim” (a régebbi öregek) névvel nevezi. Az amorák korában viszont a tanná nevet azoknak a tudósoknak adták, akik a Misnában és a tannaita tradíciókban járatosak voltak.
A tannaiták közé tartozott I. Gamáliel, aki Az apostolok cselekedetei szerint Pál apostol tanítója is volt.

## Nevezetes tannaiták
A tannaiták korszakát hagyományosan hat generációra szokták osztani:
- Az első generáció (Kr. u. 10–80): Hillel és Sammáj iskolájából került ki s ennek kiválóbb tudósai voltak: Akabia ben Mahalael, Raban Gamaliel az idősebb, R. Chanina, a főpap szeganja (első adlátusa és helyettese), Simon ben Gamaliel és Jochannan ben Zakkai.
- A második generáció (Kr. u. 80–120): II. Raban Gamaliel pátriárka, R. Cádok, Dósza ben Harkinas, Eliezer ben Jakob, Eliezer ben Hyrkanos, Josua ben Chananja, Eleazar ben Azárja, Juda ben Bathyra.
- Harmadik generáció (Kr. u. 120–140): R. Tarfon, Ismáel, Akiba, Jochanan ben Nuri, Joszó ha-Gelili, Simeon bar Nanosz, Juda ben Baba és Jochanan ben Baróka.
- Negyedik generáció (Kr. u. 140–165), R. Akiba halálától Simeon ben Gamaliel pátriárka haláláig: R. Méir, Juda ben Ilai, Jószé ben Chalafta, Simeon bar Jochai, Eleazar ben Sammua, Jochanan ha-Szandelár, Eleázár ben Jacob, Nechemiah, Josua ben Karha és maga a pátriárka.
- Ötödik generáció (Kr. u. 165–200): R. Nathan ha-Babli, Symmachus, I. Juda ha-Nászi, Joszé ben Juda, Eleázár ben Simeon, Simeon ben Eleázár.
- Hatodik generáció (Kr. u. 200–220), amelybe tartoznak Juda ha-Nászi kortársainak egy része és tanítványai, akiket a Tószefta és Baraita sorol fel nem pedig a Misna. Neveik: R. Polemo, Issi ben Juda, Eleázár bar Joszé, Ismáel ben Joszé, Juda ben Lakis, Chijja, Aha és Abba. Ezeket fél-tannaitáknak hívják.

A fentebb említett Zekénim ha Risónim, akik a tannaiták előtt éltek, és akiknek nevei a Misna, Toszefta, Gemára és Midras szövegekben fordulnak elő, a következő kiváló tudósokból állott: R. Simeon ha-Cádik, az igazságos, Jószé ben Joézer, Jószé ben Jochanan, Josua ben Parachja, Nittai ha-Arbela, Juda ben Tabbai, Simeon ben Setah, Sémája és Abbalion, Hillel és Sammáj.